# روبرت ويبر
روبرت ويبر (بالإنجليزية: Robert Weber)‏ هو عالم فلك أمريكي، ولد في ديسمبر 1926 في نيوجيرسي في الولايات المتحدة، وتوفي في 2008 في ورسستر في الولايات المتحدة.